# Faroek (televisieprogramma)
Faroek is een maandelijks opsporingsprogramma van de VTM-nieuwsdienst met justitie- en misdaadverslaggever Faroek Özgünes in samenwerking met het gerecht en de politiediensten.
De eerste aflevering verscheen op woensdag 20 november 2013 als vervolg op Telefacts Crime. Met Faroek koos de VTM-nieuwsdienst voor een totaal andere aanpak.
In het programma gaat Faroek Özgünes samen met de kijkers op zoek naar de daders van misdrijven, vermiste personen of naar getuigen. De kijkers krijgen ook tips mee om zich te beschermen tegen nieuwe misdaadfenomenen en ook is er een terugblik op opgeloste zaken mede dankzij de tips van de kijkers. 
Hierbij wordt er gebruik gemaakt van veel bewakingsbeelden, reconstructies en getuigenissen. De kijkers kunnen zelf ook via de 0800-tiplijnen reageren als ze zelf informatie hebben.
De muziek van het programma is gecomponeerd door de Vlaamse componist Peter Meyvaert.

## Faroek Live
Op 24 april 2018 werd de eerste live aflevering van Faroek uitgezonden op VTM. Kijkers kunnen tijdens het programma contact opnemen met de politiediensten wanneer ze informatie hebben over een zaak. Tussen de reportages door geeft de woordvoerder van de federale politie een korte update over de binnengelopen tips. De eerste live aflevering was een succes, de federale cel Opsporingen kreeg tien bruikbare telefoons en zestien e-mails.

## Referentielijst
1. ↑  VTM, Faroek (VTM). VTM Nieuws. Gearchiveerd op 16 augustus 2021. Geraadpleegd op 16/09/2016.
2. ↑  redactie, 'Faroek', het nieuwe opsporingsprogramma van VTM. HLN.be (14/11/13). Geraadpleegd op 16/09/2013.
3. ↑  VTM-nieuwsdienst, ‘Faroek’ spoort misdadigers op. VTM Nieuws (14/11/2013). Gearchiveerd op 25 september 2016. Geraadpleegd op 16/09/2016.
4. ↑  Boeckx, Jolien, ‘Faroek’ gaat live om sneller misdrijven op te lossen: “Hopelijk forceren we doorbraak”. HLN.be (24/04/2018). Gearchiveerd op 23 juni 2018. Geraadpleegd op 25/04/2018.
5. ↑  Van herck, Rob, AL 26 TIPS NA OPSPORING FAROEK LIVE. VTM Nieuws (25/04/2018). Gearchiveerd op 23 juni 2018. Geraadpleegd op 25/04/2018.